# Décès en mars 1950
Décès
- 1946
- 1947
- 1948
- 1949
- 1950
- 1951
- 1952
- 1953
- 1954

Pour une information complémentaire, voir la page d'aide.

| Date      | Nom                    | Pays                   | Activités                | Âge | Source |
| --------- | ---------------------- | ---------------------- | ------------------------ | --- | ------ |
| 7 janvier | Neville William Cayley | Drapeau de l'Australie | Ornithologue australien. | 64  | (en)   |